# Clara Sandri
Clara Sandri (* 2. Mai 1918 in Chur; † 31. Januar 2004 in Samedan) war eine auf Histologie und Elektronenmikroskopie spezialisierte Schweizer Laborantin.

## Leben und Werk
Nach der Kantonsschule in Chur machte Clara Sandri von 1939 bis 1941 eine Ausbildung zur Medizinischen Laborantin im Engeried-Spital in Bern. Anschliessend war sie als Laborantin und Sekretärin in verschiedenen Spitälern tätig. 13 Jahre arbeitete sie mit Erwin Uehlinger im Pathologischen Institut am Kantonsspital St. Gallen und später im Universitätsspital Zürich zusammen. 1961 wurde sie schliesslich Cheflaborantin am neu gegründeten Institut für Hirnforschung der Universität Zürich. Hier arbeitete sie sich in die Strukturanalyse des Hirngewebes ein. Ein sechsmonatiger Kurs an der University of Wisconsin–Madison machte sie 1962 mit der Handhabung des Elektronenmikroskops vertraut. In der Folge wurde Clara Sandri zu einer anerkannten Expertin für die Technik der Neuronenmorphologie.
Während einer über zwanzigjährigen Tätigkeit an dem von Konrad Akert geleiteten Zürcher Hirnforschungsinstitut gelangen ihr mehrere bahnbrechende Befunde auf dem Gebiet der Membranstruktur von Synapsen und Endplatten. Diese Arbeiten fanden ihren Niederschlag in über 60 Publikationen. Eine monografische Zusammenfassung in Form eines umfassenden Bildatlas erschien 1977. Im selben Jahr wurde Clara Sandri – als Nichtakademikerin – die Ehrendoktorwürde der Universität Zürich verliehen, «in Anerkennung ihrer hervorragenden elektronenmikroskopischen Untersuchungen über die Membranstruktur der Nervenzellen».

## Veröffentlichungen
- Clara Sandri, John M. van Buren, Konrad Akert: Membrane morphology of the vertebrate nervous system. a study with freeze-etch technique. Elsevier Biomedical, Amsterdam 1977.